# O Relojoeiro Cego
O Relojoeiro Cego (no original em língua inglesa: The Blind Watchmaker) é um livro de 1986 de Richard Dawkins no qual ele apresenta argumentos para a teoria da evolução através da seleção natural. Ele também mostra argumentos para refutar certas críticas feitas ao seu livro anterior O Gene Egoísta.
Na sua escolha do título do seu livro, Dawkins faz referência à assertiva de William Paley da ideia da Teologia Natural conhecida como analogia do relojoeiro. Paley argumentava, cinquenta anos antes da publicação de A Origem das Espécies por Charles Darwin, que a complexidade de organismos vivos era uma evidência da existência de um Criador fazendo uma analogia ao fato de que a existência de um relógio leva a acreditar na existência de um relojoeiro (humano). Dawkins contrasta a diferença entre o projeto humano, com seu potencial para planejar, e o trabalho da seleção natural, daí vindo o título Relojoeiro Cego.
No desenvolvimento de seu argumento da plausibilidade da seleção natural como uma explicação para as adaptações mostradas por organismos, Dawkins descreve suas experiências com um programa de computador que modela a seleção (seleção artificial). O programa também foi denominado "O Relojoeiro Cego". Este programa foi vendido separadamente como um auxiliar didático para computadores pessoais Macintosh e IBM-PC compatíveis. Em um apêndice de uma edição mais recente, Dawkins explica como suas experiências com modelos de computação o conduziram a uma maior apreciação do papel das condições de contorno da embriologia na seleção natural. Em particular, ele reconheceu que certas características do desenvolvimento embriológico podem levar ao sucesso de um determinado grupo de espécies no preenchimento de nichos ecológicos variados; entretanto, ele continuou a manter que isto não deve ser confundido com as ideias associadas a seleção de grupos. Ele chamou esta ideia de a evolução da evolucionariedade.
Depois de argumentar que a evolução é capaz de explicar a origem da complexidade, perto de finalizar o livro Dawkins utiliza essa ideia para argumentar contra a existência de Deus: "uma divindade capaz de conceber toda a complexidade organizada no mundo, quer instantaneamente ou guiando a evolução, ... deve ser vastamente complexa para começar..." Ele chama isto "postulando a complexidade organizada sem oferecer uma explicação".
Em seu prefácio, Dawkins diz que ele escreveu o livro "para persuadir o leitor não apenas que o mundo Darwiniano parece ser verdadeiro, mas que esta é a única teoria conhecida que pode, em princípio, resolver o mistério de nossa existência."